# Code Geass 復活的魯路修
《Code Geass 復活的魯路修》（日語：コードギアス 復活のルルーシュ）是日本日昇動畫製作的Code Geass動畫系列第三作、劇場系列第四作。於本作完結後十周年紀念活動中，假定發表「復活的魯路修」計畫，以三部劇場作品的IF後日談為中心。2018年8月3日正式發表完全新作劇場「Code Geass 復活的魯路修」製作，2019年2月9日于日本上映。台湾于同年5月上映。2021年1月29日起於日本展開MX4D及4DX上映。

## 故事簡介
故事起因於魯路修於「Zero鎮魂曲」事件上遭遇史詩式遇刺事件，被眾人認定已經死亡後2年。
於民眾的仇恨壓迫中，魯路修在「Zero鎮魂曲」事件上遭遇史詩式遇刺事件，被眾人認定已經死亡。事實上魯路修殺死查爾斯時繼承到不完整的Code，所以在C的世界有可能重新構築肉體。C.C.也因為魯路修未完成與她的約定決定孤注一擲，請夏莉和傑瑞米亞合作把魯路修的遺體偷出來秘密進行復活。卻發現集合無意識因為魯路修的Geass影響，導致C的世界常理混亂，僅修復魯路修的肉體，精神與記憶完全喪失。
兩年後，娜娜莉·VI·不列顛尼亞於採訪貧民區時遭到神秘的KMF襲擊與一同護衛的Zero（朱雀）一起被抓了。而C.C.在這2年期間不斷遊歷世界各地……尋找關於Code系統古代遺跡，其目的是找到一個健全的遺跡，但事實上大部份古代遺跡已因魯路修命令下幾乎被毀壞殆盡，C.C.為了讓擁有不完全Code的魯路修復活，帶著空有肉身卻失去靈魂的魯路修經歷各種生死難關，因緣際會下巧遇卡蓮一行人，抵達了Geass分支教團管理的遺跡，成功將魯路修以同時具備Code與Geass的狀態復活，並與齊爾茨斯庫蒙王國展開一場決定世界命運的大戰，戰後成功救出娜娜莉。
最後魯魯修認為娜娜莉可以獨當一面後對其告別，追上了不告而別的C.C.後，對C.C.告白並捨棄自己的名字，自稱L.L.，決定與C.C.共度永生，不再分開，兩人自此之後下落不明。
在幕後花絮中提起，傳聞他們兩人遊走世界，四處狩獵以Geass作惡的能力者，展開回收Geass之旅。

## 登場人物
※部分名稱暫缺正式譯名。

### 齊爾茨斯庫蒙王國
夏姆娜（Chamna，聲優：戶田惠子）
齊爾茨斯庫蒙王國的公主兼Geass分支教團（300年前便脱離主教團）的聖神官，夏力歐國王的姊姊，也是實際上的統治者，掌管祭祀。使用「預言之力」引導齊爾茨斯庫蒙王國走向勝利，也曾打敗過昔日的不列顛帝國。實為Geass能力者，也繼承不完全的code，擁有預言的能力，但因魯路修在C的世界殺死神的時候使得常理崩壞，使得能力突變為「死亡回朔」，最多可回到6小時前，發動Geass能力會由紅色標記轉換至齊爾茨斯庫蒙王國分支教會的金黃色Geass標記。企圖利用娜娜莉作為查爾斯和瑪莉安娜的血親身份（波長相近）來進入由兩人掌控的「C的世界」，打算重組「C的世界」。她對於Zero所建立的超合眾國心感不滿，認為放棄軍事的世界會令長期依賴傭兵輸出的王國陷入衰退；也因為魯路修破壞了「C的世界」而導致原本自身是預測未來的Geass能力變異為永恆徘徊於生死之間，無法解脫，因此她也企圖回到過去，推翻Zero建立的超合眾國。最終因魯路修所下永遠沉睡的Geass，加上魯路修設定10小時後爆破神殿的關係導致她的Geass無限迴圈，而錯失回朔救助夏力歐的時機。在夏力歐死後，在充滿詛咒的「C的世界」中死亡。
夏力歐（Chalio，聲優：村瀨步）
齊爾茨斯庫蒙王國的君主，夏姆娜公主的親弟弟，身體虛弱到要坐輪椅的地步，雙目失明（情況與過去的娜娜莉相似），但在Knightmare操控方面有著極高的適性，因此掌管軍事。企圖要利用姊姊的預言能力來打倒Zero，使一直依賴輸出傭兵維生的國家強大起來。曾一度透過夏姆娜的「預言」成功綁架娜娜莉和扮演Zero的朱雀。最終在失去夏姆娜的幫助下，敗於朱雀而亡。
伏庫拿·齊格納（Volvona Fogner，聲優：大塚明夫）
忠於夏姆娜公主的齊爾茨斯庫蒙王國大將軍。敗於柯內莉亞手上，在得知夏姆娜姊弟的死訊後，宣布投降。最終擔任齊爾茨斯庫蒙的代表，加入超合眾國及與黑色騎士團議和。
沙斯提爾·齊格納（Shestal Fogner，聲優：島﨑信長）
齊格納將軍的親兒子，擔任夏力歐的親衛隊隊長。在嘆息大監獄攻防戰中，敗於魯路修的請君入甕戰術而死亡。
庫贊匹（Kujappat，聲優：津田健次郎）
暗殺隊的隊長，是名Geass能力者，能干擾對方的敵友認知。因尼娜急中生智時製作的漏電陷阱而敗北。
在《Lost Stories》中證實存活，現受僱於C.C。
比透（Belq Batoum Bitul，聲優：高木渉）
嘆息大監獄的典獄長，前土匪頭目，喜歡金錢和女人。敗於第二次交戰的卡蓮手下刀刃而死亡。

## 製作人員
- 主導演：谷口悟朗
- 主劇本：大河內一樓
- 人物設計原案：CLAMP
- 人物設計：木村貴宏
- Knightmare Frame設計原案：安田朗
- Knightmare Frame設計：中田榮治
- 機械設計、概念藝術：寺岡賢司
- 主要動畫師：木村貴宏・千羽由利子・中田榮治・中谷誠一
- 美術導演：菱沼由典
- 色彩設計：柴田亞紀子
- 攝影導演：千葉洋之
- 編輯：森田清次
- 音響導演：井澤基・浦上靖之
- 音樂：中川幸太郎
- 配給：Hakuhodo DY Music & Pictures Inc.
- 製作單位：株式會社日昇、Code Geass製作委員會

## 主題曲
開場主題歌
作詞：尾崎雄貴 

作曲：尾崎雄貴 

演唱：家入レオ
結尾主題歌
作詞：Kanata Okajima,Daisuke Nakamura,YUTA(UNIONE) 

作曲：Daisuke Nakamura 

演唱：UNIONE（ユニオネ）

## 外部連結
- （日語）Code Geass系列官網（页面存档备份，存于）
  - （日語）Code Geass 復活的魯路修 公式官網（页面存档备份，存于）
- 互联网电影数据库（IMDb）上《復活的魯路修》的资料（英文）